# Шорников, Игорь Петрович
И́горь Петро́вич Шо́рников (род. 20 июля 1978, Кишинёв, Молдавская ССР, СССР) — дипломат, общественный и государственный деятель непризнанной Приднестровской Молдавской Республики. Заместитель министра иностранных дел Приднестровской Молдавской Республики с 17 января 2013 по 30 декабря 2016. Чрезвычайный и полномочный посланник II класса (2016). Кандидат исторических наук (2011).

## Биография
Родился 20 июля 1978 в городе Кишинёв Молдавской ССР.

### Образование
В 2002 окончил исторический факультет Приднестровского государственного университета имени Т. Г. Шевченко.
В ноябре 2011 в Центре истории России в XIX веке Института российской истории РАН защитил диссертацию по теме «Общественно-политическая и литературная деятельность П. А. Крушевана» на соискание учёной степени кандидата исторических наук.

### Трудовая деятельность
С декабря 2002 по апрель 2007 — главный специалист-корреспондент информационного агентства «Ольвия-пресс» Министерства информации и телекоммуникаций Приднестровской Молдавской Республики.
В 2007 перешёл работать в Министерство иностранных дел Приднестровской Молдавской Республики.
С 2009 по 2012 — заместитель начальника Управления информационного сопровождения внешнеполитической деятельности МИД ПМР.
С 2012 по 2013 — начальник Управления публичных коммуникаций и информационно-технического обеспечения МИД ПМР.
С 17 января 2013 по 30 декабря 2016 — заместителя министра иностранных дел Приднестровской Молдавской Республики.
С лета 2017 — директор Института социально-политических исследований и регионального развития.

## Дипломатический ранг
- Чрезвычайный и полномочный посланник II класса (8 июня 2016)[8]

## Семья
Женат, воспитывает двух дочерей.
Отец — историк Пётр Михайлович Шорников, кандидат исторических наук (1984), доцент кафедры Отечественной истории Приднестровского государственного университета. Автор ряда книг и научных статей.

## Награды
Награды Приднестровской Молдавской Республики:
- Медаль «За отличие в труде» (28 апреля 2009) — за добросовестное исполнение служебных обязанностей, высокий профессионализм и в связи с Днём сотрудника дипломатической службы Приднестровской Молдавской Республики[10]
- Медаль «За трудовую доблесть» (2012)[11]
- Медаль «За укрепление международного сотрудничества»[12]
- Медаль «20 лет Приднестровской Молдавской Республики»
- Медаль «25 лет Приднестровской Молдавской Республики»[13]

Иные награды:
- Почётный знак «За научные исследования и поддержку соотечественников» (Институт стран СНГ)[14]

## Книги
В 2012 выпустил книгу «Зондеркоманда в Дубоссарах», в которой раскрывается исторический контекст массовых казней еврейского населения, совершённых румынскими оккупантами в Дубоссарах 12—28 сентября 1941 года.
- Шорников И. П. Зондеркоманда в Дубоссарах: Очерк истории и документация о геноциде и патриотической борьбе в годы фашистской оккупации. Тирасполь: Издательство Приднестровского университета, 2012. — 96 с.